# Tullgrenius indicus
Espèce
Tullgrenius indicus est une espèce de pseudoscorpions de la famille des Atemnidae.

## Distribution
Cette espèce est endémique d'Inde.

## Publication originale
- Chamberlin, 1933 : Some false scorpions of the atemnid subfamily Miratemninae (Arachnida - Chelonethida). Annals of the Entomological Society of America, vol. 26, p. 262-268.